# Детектив Арт Деко
Детектив Арт Деко (англ. Art Deco Detective) — американський трилер 1994 року.

## Сюжет
Холодна війна закінчена, проте її наслідки відчуваються і сьогодні. З'ясовується, що свого часу КДБ виплекав якогось маніяка на прізвисько Гієна, над яким пізніше втратив будь-який контроль. Видаючи себе за ісламського терориста, Гієна хоче за допомогою ядерного пристрою підірвати Лос-Анджелес. Щоб вистежити злочинця спецслужби вдаються до послуг приватного детектива Артура Дековіца.

## У ролях
| Актор                | Роль               |
| -------------------- | ------------------ |
| Джон Денніс Джонстон | Артур Дековіц      |
| Джонатан Болл        | Біп Марсо          |
| Джим Чірос           | терорист           |
| Соня Нассері Коул    | Ірина Бордат       |
| Брайон Джеймс        | Джим Векслер       |
| Генріх Джеймс        | німецький терорист |
| Максін Джон-Джеймс   | Лана Торрідо       |
| Біфф Менард          | терорист           |
| Стівен МакХетті      | Гієна              |
| Діна Морроне         | Софія              |
| Рена Ріффел          | Джулі / Мег Хадсон |
| Джо Сантос           | детектив Гай Лін   |
| Мел Сміт             | порно режисер      |
| Едді Вільде          | Сергій             |
| Бред Вілсон          | Роут Віккінг       |